# Médaille du 100e jubilé de la République démocratique biélorusse
La médaille du 100e jubilé de la République démocratique biélorusse (biélorusse : Мэдаль да стагодзьдзя Беларускае Народнае Рэспублікі) est une médaille décernée en 2018 par la Rada de la République démocratique biélorusse (le gouvernement en exil de la République démocratique biélorusse) pour commémorer le 100e anniversaire de la création de la République en 1918. La médaille a été décernée à plus de 180 militants, politiciens et chercheurs en Biélorussie et à l'étranger.

## Design
L'avers présente le blason de la Pahonie, emblème de la République démocratique biélorusse, et l'inscription "Рада Беларускай Народнай Рэспублікі" (en français, « Rada de la République démocratique biélorusse »). Le revers porte l'inscription "100 гадоў БНР, 1918-2018" (en français, « 100 ans de la BNR, 1918-2018 ») avec des branches de chêne et la Croix de Sainte Euphrosyne. Le ruban est blanc avec une bande rouge séparée par de fines lignes noires.

## Lauréats
La médaille a notamment été décernée à :
- Ouladzimir Arlow, écrivain et historien[1] ;
- Svetlana Alexievich, écrivaine et lauréate du prix Nobel ;
- Bohdan Andrusyshyn, journaliste et chanteur ;
- Nina Baginskaya, militante politique et militante des droits de l'homme ;
- Jim Dingley, traducteur de la littérature biélorusse vers l'anglais ;
- Siarhieï Doubaviets, journaliste et écrivain ;
- Stefan Eriksson, ancien ambassadeur de Suède en Biélorussie[2] ;
- Michael Kozak, ancien ambassadeur américain en Biélorussie ;
- George A. Krol, ancien ambassadeur américain en Biélorussie ;
- Adam Maldzis, historien, critique littéraire, auteur et journaliste ;
- Helen Michaluk, militante de la communauté biélorusse au Royaume-Uni ;
- Zianon Pazniak, homme politique, l'un des fondateurs du Front populaire biélorusse (parti politique biélorusse) et candidat à la présidence de la Biélorussie aux élections de 1994 ;
- Natalya Radina, journaliste[3] ;
- Piatro Sadoŭski, premier ambassadeur de la République de Biélorussie en Allemagne ;
- Stanislaw Chouchkievitch, premier chef d'État post-soviétique de la Biélorussie indépendante ;
- Daniel V. Speckhard, ancien ambassadeur américain en Biélorussie ;
- Jury Turonak, historien et militant de la minorité biélorusse en Pologne ;
- Dr. Jan Zaprudnik, historien et militant de la communauté biélorusse aux États-Unis.